# Vörös-vörös koalíció
A vörös-vörös koalíció olyan kormányzat, amelyben egy szociáldemokrata párt radikálisabb demokratikus szocialista vagy szocialista párttal társul, tehát a középbalt a baloldallal, vagy a szélsőbaloldallal boronálja össze.

## Története
Mint több más koalíciótípusra, a sokpártú modern Németországban voltak már példák. A németeknél a Szociáldemokrata Párt (SPD) és a kommunista utódpárt Baloldali Párt (illetve az utóbbi elődje, a Demokratikus Szocializmus Pártja, vagy PDS) szövetségét jelenti.
A német szövetségi parlamentben, a Bundestagban nem volt példa rá, a tartományokban azonban már igen: Brandenburgban, Berlinben (2001–2011) és Mecklenburg-Elő-Pomerániában (1998–2006). Szász-Anhaltban 1994 és 2002 között a PDS külső támogatásával kisebbségben kormányzott az SPD.

## Fordítás
Ez a szócikk részben vagy egészben  a   Red–red coalition című angol Wikipédia-szócikk ezen változatának fordításán alapul.  Az eredeti cikk szerkesztőit annak laptörténete sorolja fel. Ez a jelzés csupán a megfogalmazás eredetét és a szerzői jogokat jelzi, nem szolgál a cikkben szereplő információk forrásmegjelöléseként.